# Avenue Atwater
Pour les articles homonymes, voir Atwater.
L'avenue Atwater est une artère d'orientation nord-sud à Montréal. Au centre-ville de Montréal, il sert de frontière ouest du quartier. 

## Situation et accès
Elle commence dans l'arrondissement du Sud-Ouest, à la limite de l'arrondissement de Verdun, en continuation de la rue Henri-Duhamel. Entre son début et le canal de Lachine, elle passe en dessous de l'autoroute Décarie (autoroute 15), où des bretelles montent vers l'autoroute à partir des voies en direction sud de l'avenue et descendent de l'autoroute pour rejoindre les voies en direction nord. Elle passe ensuite dans le tunnel Atwater sous le canal de Lachine. Entre le canal et la falaise Saint-Jacques, elle longe le marché Atwater et la station de métro Lionel-Groulx, et constitue la frontière traditionnelle entre les quartiers de la Petite-Bourgogne (à l'est) et de Saint-Henri.
Au nord de la rue Saint-Antoine,  elle longe approximativement la limite entre les villes de Montréal et de Westmount. Elle monte abruptement la falaise et passe en dessous de l'Autoroute Ville-Marie (autoroute 720) pour gagner l'arrondissement de Ville-Marie. Ensuite, à l'intersection de la rue Sainte-Catherine se trouve le légendaire Forum de Montréal devenu cinéma, ainsi que le Square Cabot et la Plaza Alexis-Nihon, un important centre d'achats. On y trouve également une station de métro homonyme : des édicules de la station Atwater se trouvent aux angles de la rue Sainte-Catherine et du boulevard De Maisonneuve. Entre De Maisonneuve et la rue Sherbrooke, elle longe le collège Dawson.
Au nord de la rue Sherbrooke, elle remonte encore la côte du mont Royal et termine à son intersection avec l'avenue du Docteur-Penfield.

## Origine du nom
L'avenue Atwater doit son nom à l'homme d'affaires et conseiller municipal Edwin Atwater (1808-1874) qui participa à la  fondation de la Banque d'Épargne de la Cité et du District de Montréal et à celle de la Compagnie du télégraphe de Montréal et qui joua un rôle déterminant à la construction du canal de l'Aqueduc. 

## Historique
En 1871, le conseil municipal donna le nom d’Atwater à cette avenue du quartier de Saint-Antoine.
Un tronçon isolé de l'avenue au sud du canal de Lachine, séparé du parcours principal de l'avenue au sud du tunnel, a été renommé en 2009 rue Thomas-Keefer, pour un autre contributeur à la réalisation du canal de l'Aqueduc.

## Bâtiments remarquables et lieux de mémoire

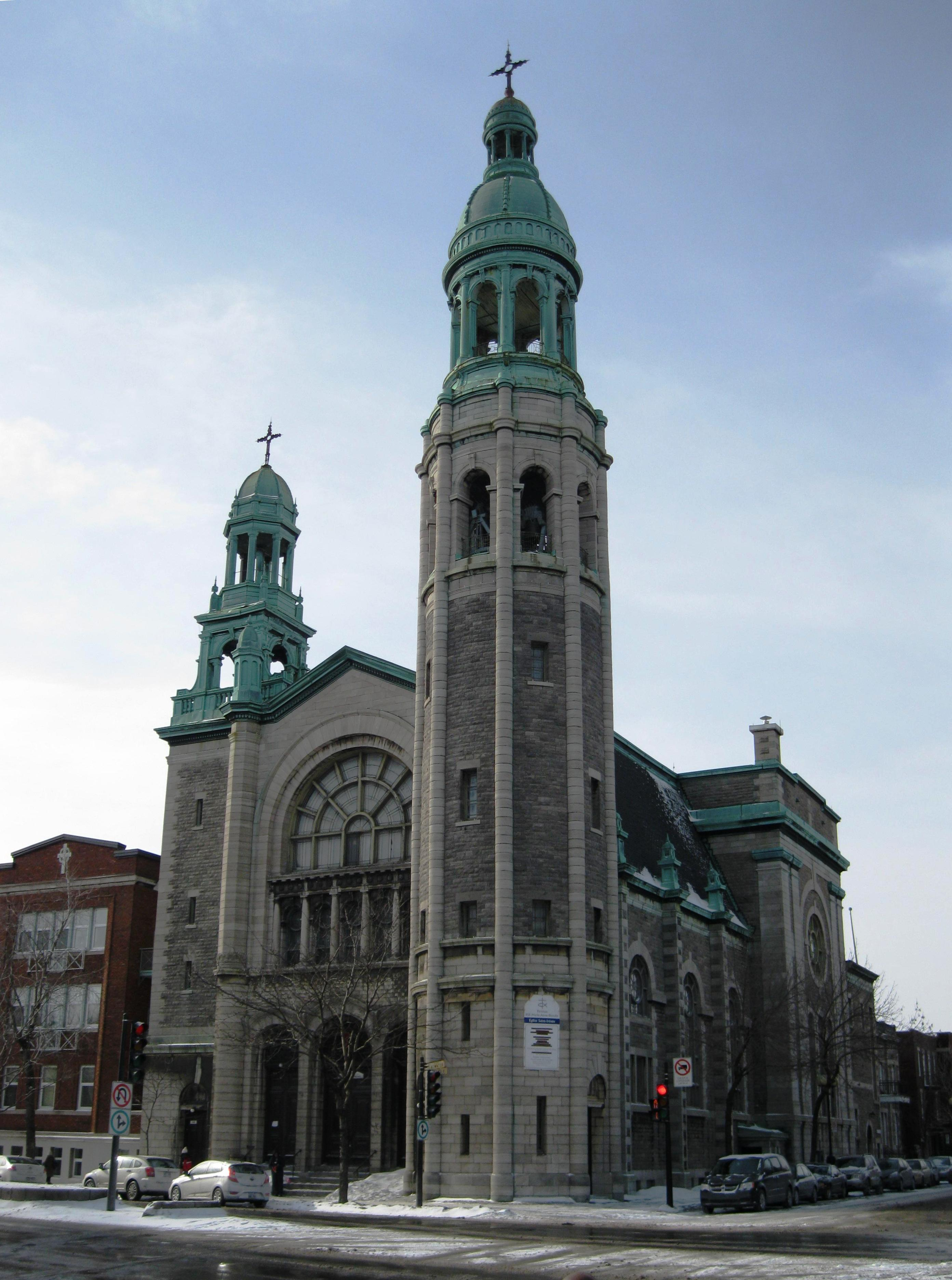
Église Saint-Irénée
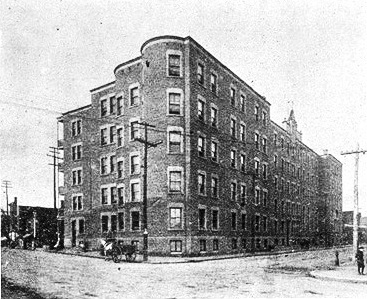
Hospice Sainte-Cunégonde, détruit